# エッサネイ・スタジオ

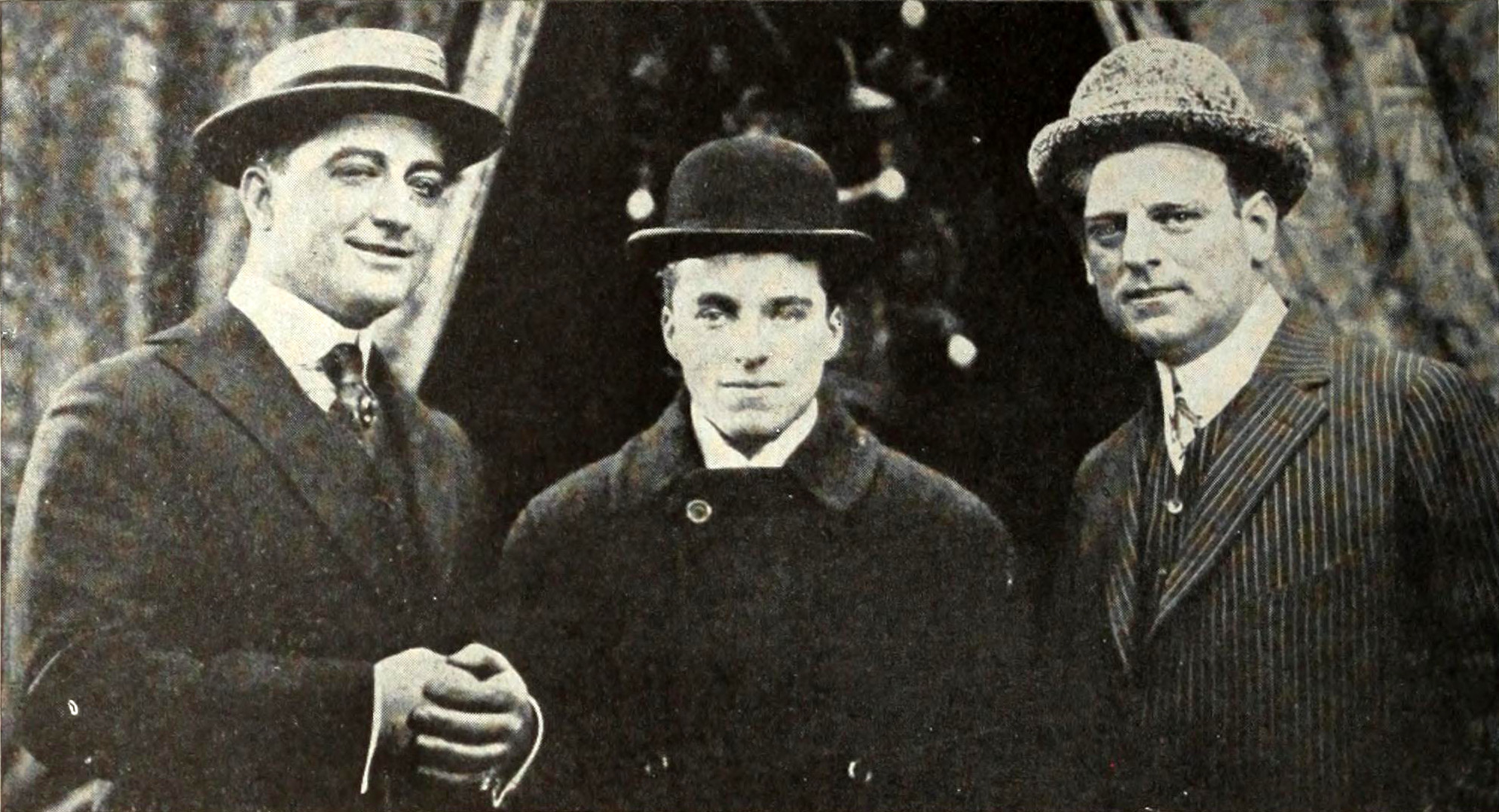
1915年のエッサネイ社のスター達: 左から右にフランシス・X・ブッシュマン、チャールズ・チャップリン、ブロンコ・ビリー・アンダーソン。

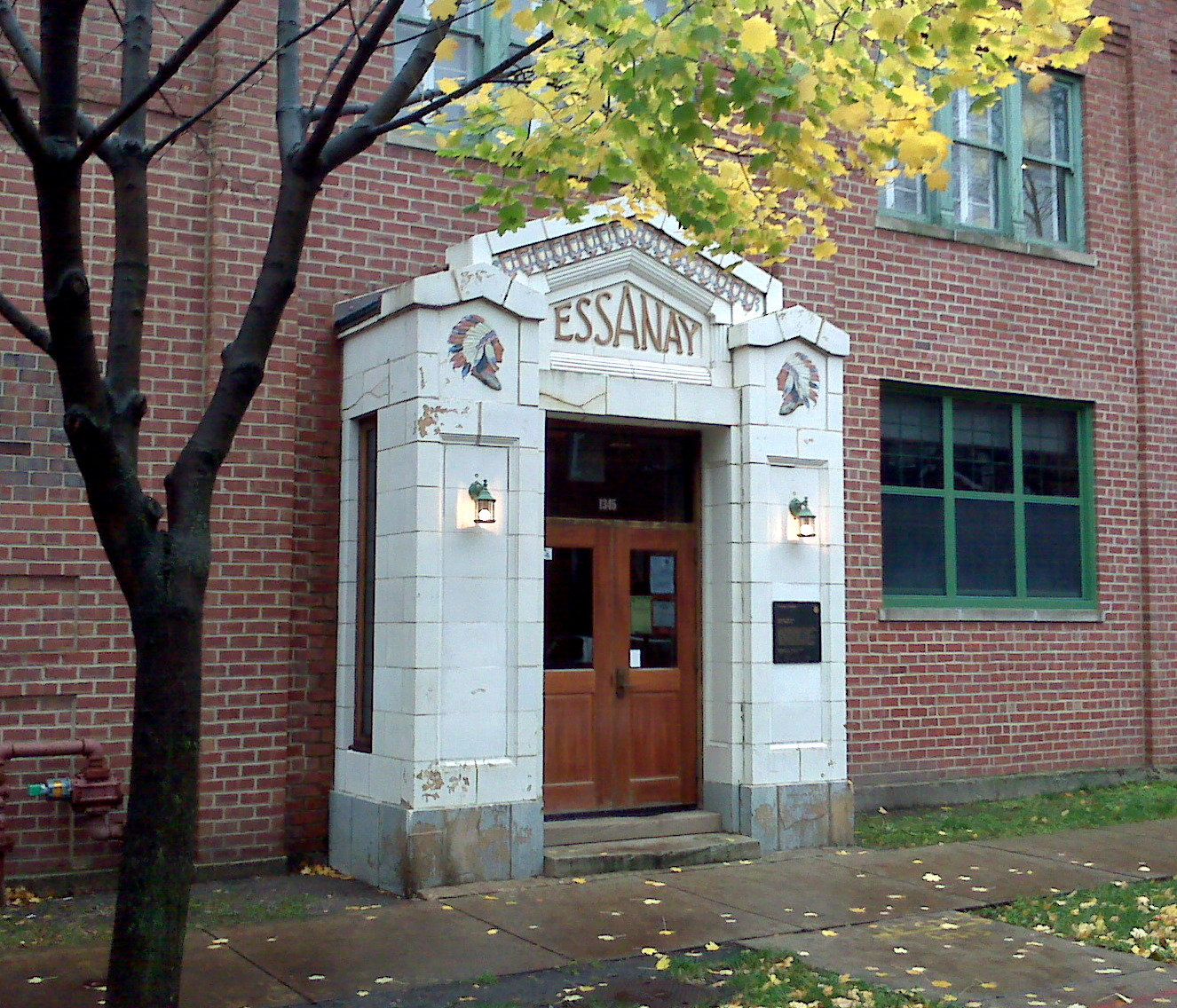
シカゴのアップタウン、1345 W. Argyle St. にあるエッサネイ社のビルは当地のランドマークになっている。

エッサネイ・フィルム・マニュファクチュアリング・カンパニー(The Essanay Film Manufacturing Company 通称:Essanay Studios エッサネイ・スタジオ)は、アメリカ合衆国の映画スタジオ。チャールズ・チャップリンの作品で最もよく知られている。

## 設立
エッサネイ・フィルム・マニュファクチュアリング・カンパニー(エッサネイ社)は、1907年にシカゴで、映画プロデューサーのジョージ・K・スプアと西部劇スターのブロンコ・ビリー・アンダーソン(本名:Gilbert M. Anderson)により設立された。設立時の名称は「ピアーレス・フィルム・マニュファクチュアリング・カンパニー」(the Peerless Film Manufacturing Company)であったが、同年8月7日に「エッサネイ」に変更された。「エッサネイ」とは、設立者の2人のイニシャルである「S と A」("S and A")という英文を早口で言った場合の発音をそのまま社名にしたものである。
エッサネイ社の設立時の所在地は496 Wells Street(現在の住居表示では1300 N. Wells)であった。エッサネイ社で最初に製作された映画は、ベン・ターピン(同社で道具方を兼務)出演の『An Awful Skate』(別題 The Hobo on Rollers 1907年7月公開) であり、たった数百ドルの予算で製作され、数千ドルの興行収益を生み出した。エッサネイ社はこの成功により1908年、現在の所在地であるシカゴのアップタウン地区の1333–45 W. Argyle St. に移転した。

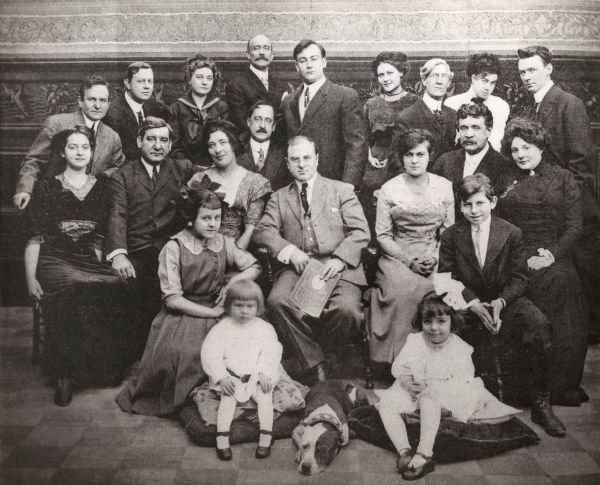
エッサネイ社の東部スタジオ(the Essanay Eastern Stock Company)の俳優達のシカゴでの集合写真、1911年。最上列左から右に: Joseph Dailey, F. Doolittle, Inez Callahan, William J. Murray, Curtis Cooksey, Helen Lowe, Howard Missimer, Miss Lavalliet, Cyril Raymond
中段列: Florence Hoffman, Harry Cashman, Alice Donovan, Frank Dayton, Harry McRae Webster (プロデューサー兼監督), Lottie Briscoe, (その斜め上)William C. Walters, Rose Evans. 最下列: Eva Prout (Evebelle Ross Prout), Bobbie Guhl, Jack Essanay (犬), Charlotte Vacher, Tommy Shirley (Thomas P. Shirley).

## 主な所属俳優
エッサネイ社はサイレント映画を製作したが、それらに出演したスター(あるいは後にスターとなった者)には、エドワード・アーノルド、ヴァージニア・ヴァリ、フローレンス・オバール、レスター・クーネオ、エドモンド・コッブ、グロリア・スワンソン、ベン・ターピン、ビーブ・ダニエルズ、ヘレン・ダンバー、ルイス・ストーン、ウォーレス・ビアリー、フランシス・X・ブッシュマン、ジョージ・ペリオラット、ユージン・ポーレット、トム・ミックス、コリーン・ムーア、トマス・メイガン、ロッド・ラ・ロック、アン・リトル、ハロルド・ロイドらがいる。中でもエッサネイ社の筆頭スターは、何と言っても西部劇の「ブロンコ・ビリー・シリーズ」で人気を博していた俳優で経営者のブロンコ・ビリー・アンダーソンとチャールズ・チャップリンであった。脚本家のアラン・ドワンもエッサネイ社からデビューし、後にハリウッドの著名な映画監督になった。ハリウッドの著名なコラムニスト、ルエラ・パーソンズも、同社から脚本家としてデビューした。創設者であるスプアとアンダーソンは共に、エッサネイ社設立の功績によりアカデミー名誉賞を受賞している(スプアは1948年、アンダーソンは1958年に受賞) 。

## 西部への進出
シカゴの季節的な天候のパターンと、人口に占める西部出身者の多さから、アンダーソンは最初はコロラド州へ、それから徐々にカリフォルニア州の北部から南部へと、エッサネイ社のスタジオを西部へ進出させていった。そのようなカリフォルニア州の拠点には、サンラフェルやサンタバーバラがある。「コロラドは、国中で西部開拓時代物に最も適している」と、アンダーソンは1909年の「デンヴァー・ポスト」誌で述べている。1912年にはエッサネイ西部スタジオが、カリフォルニア州フリーモントのナイルズ地区(Niles District)にあるナイルズ渓谷の麓に開業し、多くの「ブロンコ・ビリー・シリーズ」や『チャップリンの失恋』等がここで撮影された。その後、西部のスタジオはロスアンゼルスに移転した。
ナイルズの新しいスタジオと並行して、シカゴのスタジオでもその後5年間は映画製作が続けられ、ここで製作された映画は設立時からの10年間で1,400本に及んだ。シカゴのスタジオで製作された映画には、エッサネイ社の作品中でも著名な物が多く含まれており、ウィリアム・ジレット主演のアメリカで最初のシャーロック・ホームズ映画、『シャーロック・ホームズ (1916年の映画)』(1916年)や、アメリカで最初にクリスマス・キャロル (小説)を題材にした『クリスマス・キャロル (1908年の映画)』(1908年)、ジェシー・ジェイムズを初めて主人公として描いた『The James Boys of Missouri』(1908年)等もここで製作された。またエッサネイ社は、映画史上最初期のアニメーションもここで製作している(Dreamy Dud が最も人気のあるキャラクターだった)。

## チャップリンと晩期
1914年、エッサネイ社はチャールズ・チャップリンに、より高額な給与と専属の製作チームを提供することにより、 マック・セネットのキーストン・スタジオから彼を引き抜くことに成功した。エッサネイ社でチャップリンは1915年、シカゴとナイルズのスタジオで14本の短編喜劇を製作し、「ブロンコ・ビリー・シリーズ」の1本『彼の更生』にカメオ出演した。エッサネイ社でのチャップリンの作品は、キーストン時代の混沌としたドタバタに比べ、話の筋により重きが置かれて規律のあるものであった。中でも記念碑的作品は『チャップリンの失恋』である。チャップリン演じる放浪者が農場での仕事を得て、そこの娘に恋をするという内容で、チャップリンは、スラップスティック・コメディ映画にそれまでなかったドラマ性やペーソスを取り入れた(放浪者は銃で撃たれて倒れた上に失恋する)。映画の最後は、うなだれて歩く寂しげな放浪者の後ろ姿であるが、すぐに気を取り直して胸を張り、次の冒険に向かう姿で終わるという有名な場面である。観衆はこのチャップリンの人間味あるキャラクターに共感し、チャップリンはその後、喜劇的な状況におけるシリアスで感傷的な主題を追及していった。
エッサネイ社におけるチャップリンの共演者達には、次のような俳優達がいた。ベン・ターピンは、チャップリンの慎重な製作姿勢を嫌ったため、共演は2本のみで終わった。純情な娘役を務めたエドナ・パーヴァイアンスは、チャップリンの私生活上でも恋仲となった。レオ・ホワイトは、ほとんどの作品でヨーロッパ風の神経質な悪人として出演しているほか、バド・ジェイミソンやジョン・ランドのように、作品により様々な役をこなす万能な俳優もいた。
チャップリンはシカゴの気まぐれな天候を嫌い、1年後にはより多くの報酬とより大きな製作上の権限を求めて退社した。チャップリンの退社は、設立者のスプアとアンダーソンとの関係に亀裂をもたらした。チャップリンはエッサネイ社の稼ぎ頭であったため、エッサネイ社はボツになったシーンのフィルムを再編集することにより、チャップリンの「新作」を作り上げた。最終的にチャップリンの後釜としてエッサネイ社は、その洗練されたパントマイム芸がチャップリンと比較されたフランスのコメディアン、マックス・ランデーと契約した。ランデーはチャップリンのアメリカでの人気に敵わなかった。スタジオ救済のための最後の試みとして、エッサネイ社は1918年にシカゴの映画配給業者、ジョージ・クレイン(George Kleine)が新たに始めた合弁会社「V-L-S-E, Incorporated」の傘下となった。これは、ヴァイタグラフ・スタジオ、ルービン・マニュファクチュアリング・カンパニー、セリグ・ポリスコープ・カンパニー、エッサネイ社の4つの映画会社の合同企業体であった。この内、ブランド名としてヴァイタグラフのみが1920年まで続いたが、1925年にはワーナー・ブラザースに吸収された。

## その後
ジョージ・K・スプアはその後も映画業界で活動し続け、1923年に立体映画を売り出したが失敗した。1930年には「スプア・バーグレン・ナチュラル・ヴィジョン」(Spoor-Berggren Natural Vision)を設立してワイドスクリーン用の65mmフィルムを開発し、1953年にシカゴで死去した。ブロンコ・ビリー・アンダーソンは独立して映画プロデューサーとなり、スタン・ローレルのサイレント喜劇のシリーズに出資するなどし、1971年にロスアンゼルスで死去した。
シカゴのエッサネイ社の建物は後に、独立スタジオで映画を製作していたプロデューサー、ノーマン・ワイルディング(Norman Wilding)が取得し、その使用期間はエッサネイ社の試用期間よりも長い期間に及んだ。1970年代初め、スタジオの一部が1ドルでシカゴのコロンビア・カレッジ(Columbia College)に売りに出されたが、売却は実現せずに終わった。その後、非営利のテレビ局に譲渡されてから転売され、テクニカラーの中西部支社も賃借していた。今日、エッサネイ社の建物はセント・オーガスティン・カレッジの拠点となっており、中心のホールは「チャーリー・チャップリン講堂」(the Charlie Chaplin Auditorium)と名付けられている。

## さらに読む
- David Kiehn, Broncho Billy and the Essanay Film Company, Farwell Books, 2003. ISBN 978-0-9729226-5-4.